# Feliks Kopczyński
Feliks Kopczyński (ur. 13 sierpnia 1895 w Drzewcach, pow. koniński, zm. 1960 w Belo Horizonte) – polski kartograf wojskowy i urzędnik konsularny.

## Życiorys
Oficer WP w Korpusie Geografów; kpt. (1931), mjr (1942-1945). Był członkiem Komitetu Redakcyjnego kwart. Wojskowego Instytutu Geograficznego w Warszawie i Sekcji Geograficznej Towarzystwa Wiedzy Wojskowej pt. „Wiadomości Służby Geograficznej” (1927-1931) i członkiem komitetu redakcyjnego oraz redaktorem działu geograficznego w Encyklopedii Wojskowej. Administrator „polską” kolonią Águia Branca w stanie Espirito Santo w Brazylii (1932–1934). W polskiej służbie zagranicznej był zatrudniony na stanowisku radcy i zastępcy naczelnika wydziału w Departamencie Konsularnym MSZ (1937), pełnił funkcję konsula w Tuluzie (1937–1939). W czasie II wojny światowej walczył w Samodzielnej Brygadzie Strzelców Karpackich, m.in. pod Tobrukiem, następnie przeformowanej w 3 Dywizję Strzelców Karpackich, uczestnik walk pod Monte Cassino i Ankoną. Autor szeregu prac geograficznych, m.in. monografii Liberii (1936), artykułów i notatek w „Wiadomościach Służby Geograficznej”. Członek szeregu organizacji: Ligi Morskiej i Kolonialnej, Towarzystwa Wiedzy Wojskowej, Polskiego Towarzystwa Geograficznego, Polsko-Łacińsko-Amerykańskiej Izby Handlowej, Międzynarodowego Towarzystwa Osadniczego.